# Marisco

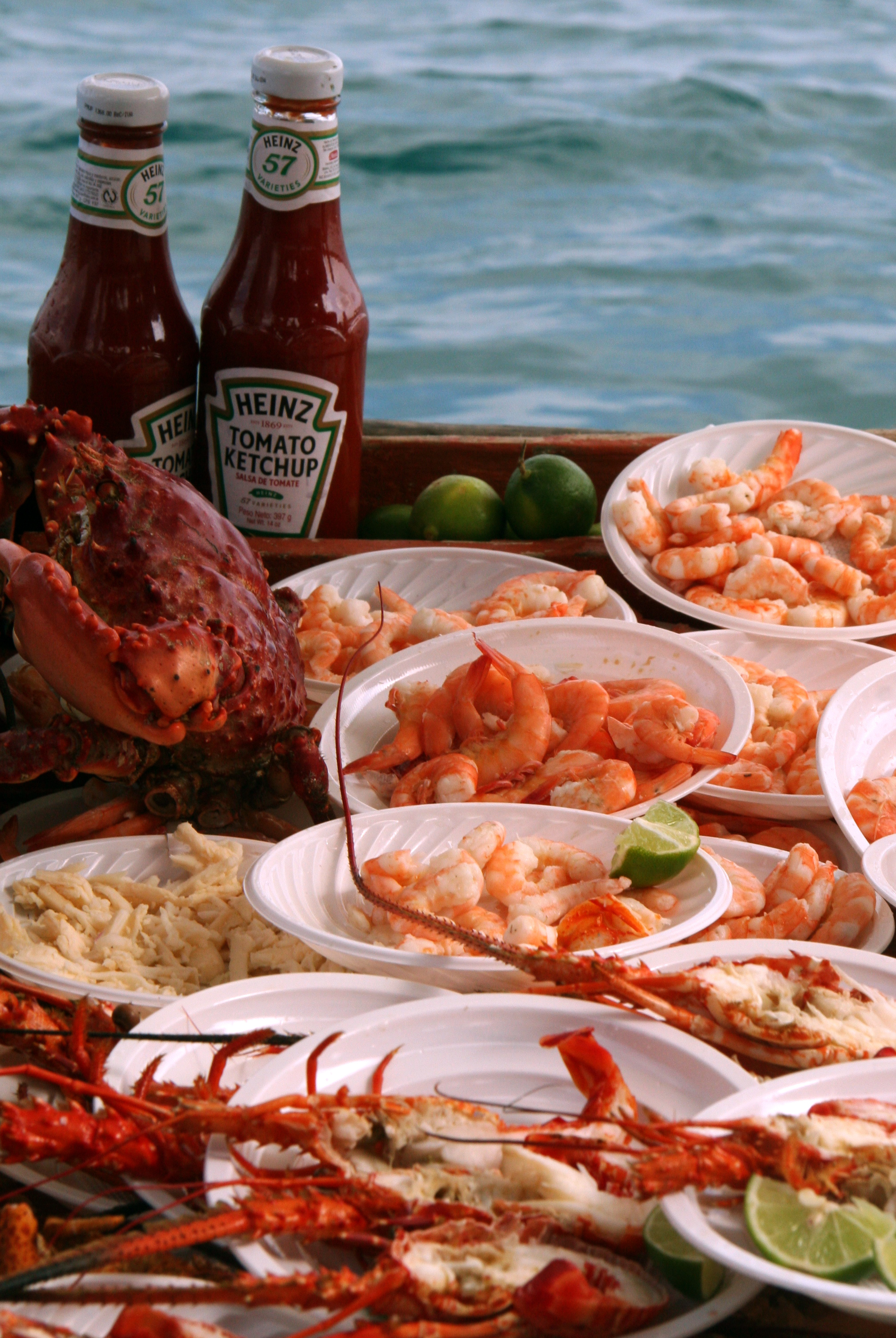
Una mariscada.

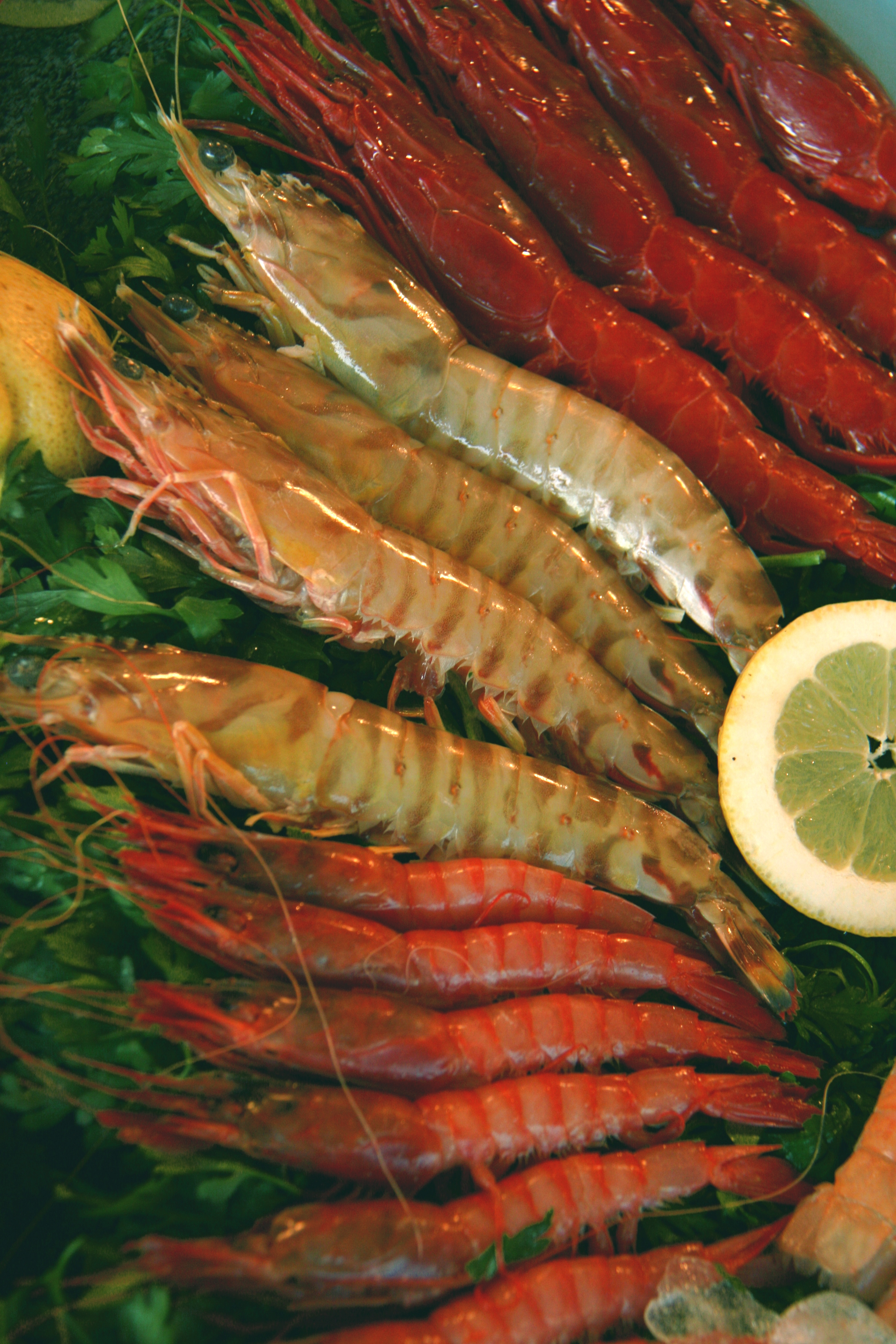
Langostinos.

Un marisco, en gastronomía, es un animal marino invertebrado comestible. En esta definición se incluyen normalmente los crustáceos (camarones, langostinos, cangrejos, percebes, entre otros), moluscos (mejillones, almejas, berberechos, chipirones, pulpos, entre otros) y otros animales marinos tales como algunos equinodermos (erizo de mar) y algunos urocordados (piure).

## Gastronomía

### América

#### Argentina
En la cocina argentina se sirve marisco sobre todo en la región de la Patagonia, donde suelen tomar todo tipo de variedades de la zona. Es conocida la empanada que contiene marisco.

#### Chile

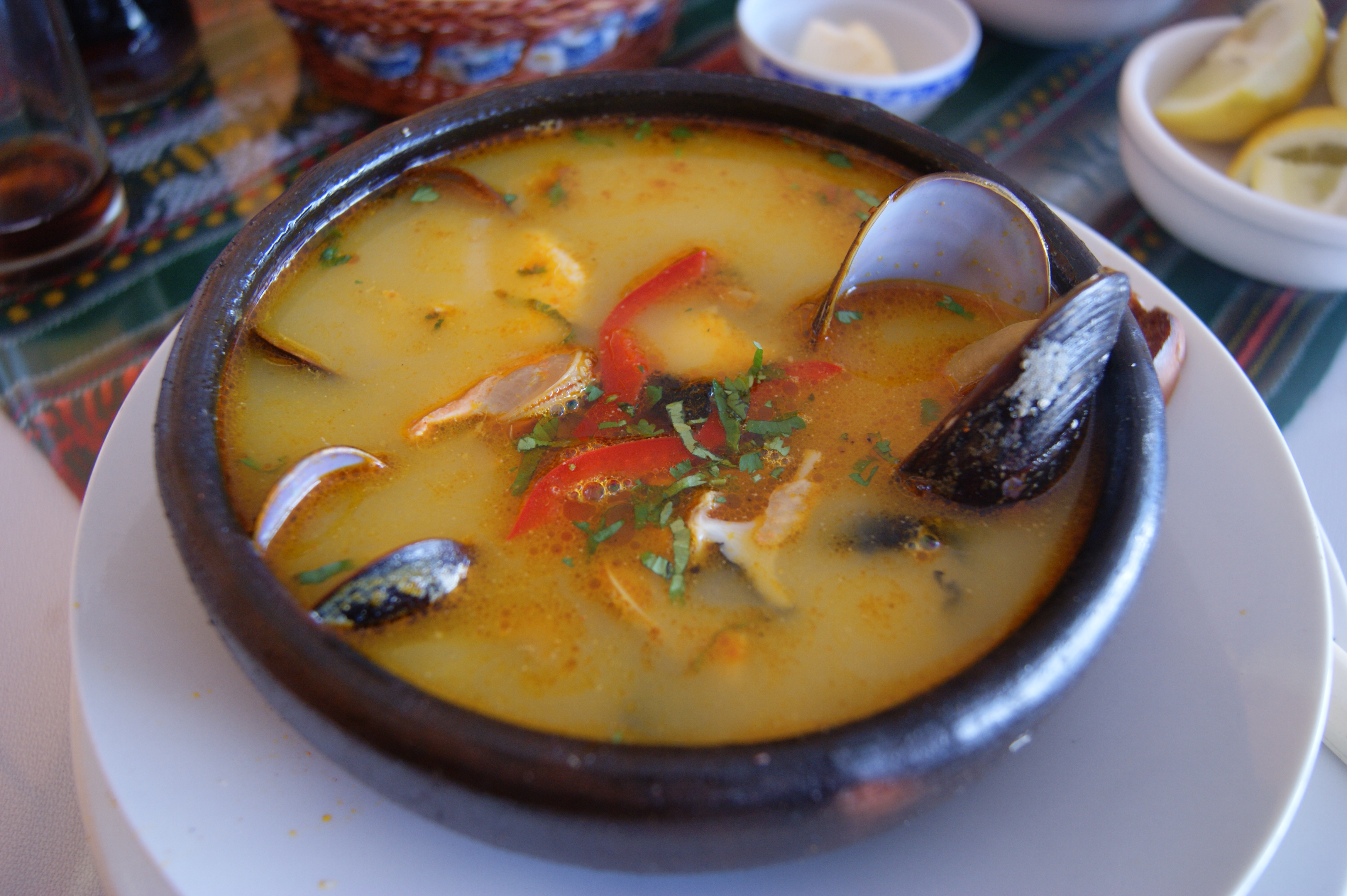
Jaiba de mariscos de Arica (un plato marisquero típico de Chile)

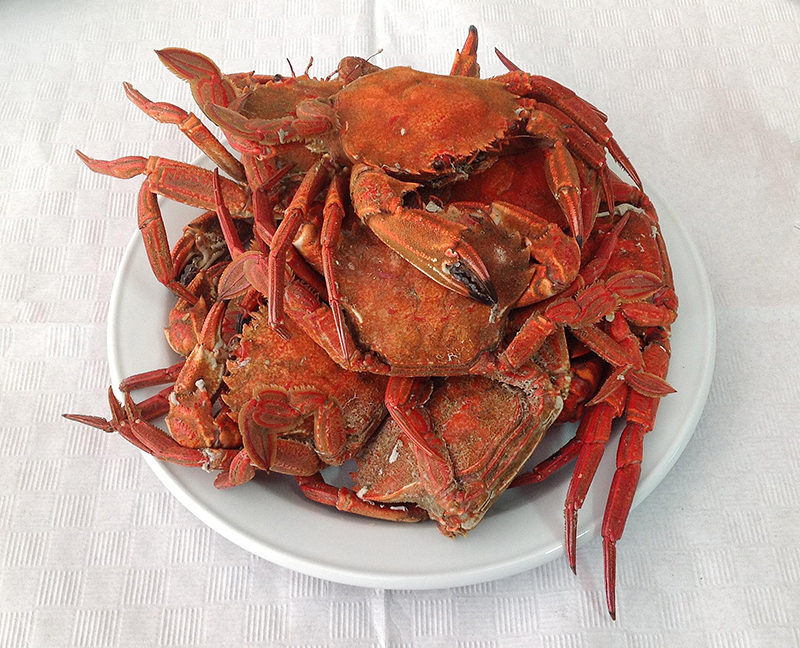
Andaricas del Mar Cantábrico, Norte de España

En Chile se encuentran mariscos como el piure, picorocos, la almeja, la macha, el choro, el loco, la ostra, el ostión, el erizo de mar, la jibia, la navajuela entre muchos otros. En el sur del país, en particular en el archipiélago de Chiloé, es muy característica la preparación de la comida típica llamada curanto y el pulmay.

#### Colombia
En las costas del mar Caribe y del Pacífico se consumen diversos tipos de mariscos entre los que sobresalen platos como la cazuela de mariscos, las jaibas, la langosta, los cocteles de camarón, cangrejo, ostras y los arroces de mariscos. En la costa Pacífica, en torno a Buenaventura, sobresalen las preparaciones con pianguas, chipirones, vieiras y cangrejos en leche de coco. También se consume pulpo asado y calamar.

#### Costa Rica
La cocina de Costa Rica es bastante rica en mariscos, al tener el país dos costas. Son populares el ceviche, la mariscada, la langosta, la paella, los frutos del mar, los camarones y el cangrejo.

#### Cuba
En la plataforma de la Isla de Cuba abundan sobre todo la langosta americana y diferentes variedades de pequeños camarones y ostiones, además de cangrejos. Destaca la langosta, que suele prepararse en salsa, al igual que los cócteles de camarón, los arroces con almeja, los calamares en su tinta y los enchilados de camarones.

#### Ecuador
Su gastronomía marisquera es muy variada. Estos se destacan en la región costera del país, donde se distingue el cangrejo rojo, langosta, langostino, calamar, ostra y camarón, entre otros. Estos son preparados de distintas maneras, con arroz, al ajillo, asados, en cazuelas, y en ceviches, que son muy parecidos a los de Perú. Se puede decir que son una sopa fría. Estos frutos del mar son preparados en casi todo el país, pero especialmente en la costa.

#### El Salvador
En el país se preparan muchos platos con los mariscos, como el cóctel de concha, camarones, mixto; la sopa mariscada, la cual contiene pescado, camarones, langosta, mejillones, pulpo (en raras ocasiones) y jaiba (especie de cangrejo).

#### México
Su gastronomía es muy variada en cuanto a los pescados y mariscos; ofrece los mariscos más deliciosos entre los que se encuentran el camarón y el pulpo, y son considerados los mejores para la preparación de un Cóctel, en Baja California se acostumbra a comer el pescado en tacos o quesadillas con tortilla de maíz con camarones. Además de los famosos "pescaditos" que son tiras de pescados con un empanizado «especial» que se podría decir que varía dependiendo de las regiones en que se prepare, al igual que el caldo de camarones que es muy famoso en las costas, uno de los platillos que de igual manera se prepara es el "aguachile" que consiste en camarones bañados con el jugo del limones, cebolla y chiles verdes o de árbol.

#### Panamá
El istmo de Panamá está bañado por el Mar Caribe y el Océano Pacífico, lo que da al territorio de una oferta de frutos del mar muy amplia y distribuida a lo largo del país. Por sus aguas los mariscos en Panamá se caracterizan por tener sabores más pronunciados y por la proximidad y accesibilidad al mar, Panamá siempre ofrece mariscos frescos de costa a costa. Ejemplos como el camarón, pulpo, langostas (con la comarca Guna Yala ofreciendo una experiencia sensorial de consumo de la langosta y otras especies), calamar, bivalvos, cambombia, concha negra, entre otros tipos de mariscos populares. La oferta tradicional gastronómica de mariscos incluye los frescos y populares ceviches estilo panameño, mariscos mixtos, mariscadas, mariscos al ajillo, pulpo guisado como delicadeza de la provincia atlántica de Colón y también de Bocas del Toro, langosta a la mantequilla de Guna Yala, arroz con marisco, entre otros platos tradicionales de las costas panameñas que combinan mariscos y pescados con guisos o sopas con bases de coco, arroz, guandú o frijoles y sofritos o guarniciones aromáticas combinados con especias. 

#### Perú
La cocina peruana, especialmente la costeña, tiene a los mariscos como materia principal de muchos de sus platos, lo que hace que la comida peruana sea reconocida a nivel mundial por su diversidad culinaria, entre los más destacados se encuentran el arroz con mariscos, la jalea, el chupe de camarones, caldo de choros, arroz con choros, conchitas a la parmesana, choritos a la chalaca, cebiche de conchas negras, cebiche de mariscos, chicharrón de calamar, parihuela entre otros.

#### Venezuela
Son muy populares mayormente en las áreas costeras y el oriente del país. Se pueden preparar platos muy diversos con mariscos surtidos, los cuales llevan nombres muy peculiares: vuelve a la vida, rompe colchón, arrechón, etc. Estos nombres se les otorgaron debido al hecho de que se dice que los mariscos tienen propiedades afrodisíacas.
También está la sabrosa sopa llamada "fosforera" que contiene diversos frutos del mar. Son muy peculiares dos tipos de bivalvos, con los cuales se realizan muchos platos, como son el guacuco y el chipichipi.

### Japón
En Japón, como nación insular, además de pescado y algas marinas, se consumen muchos mariscos, incluyendo pulpos, calamares, cangrejos, langostas y camarones. Siendo platos famosos con marisco el tempura (revuelto de vegetales, mariscos y carne fritos), el kamameshi que contiene arroz cubierto de verduras y pollo o marisco y luego horneado en cuencos individuales, el sushi que además de pescado, también se hace de marisco. Se suele comer también marisco procesado: chikuwa, niboshi, sepia seca, kamaboko, satsuma-age.

### Europa

#### Bélgica

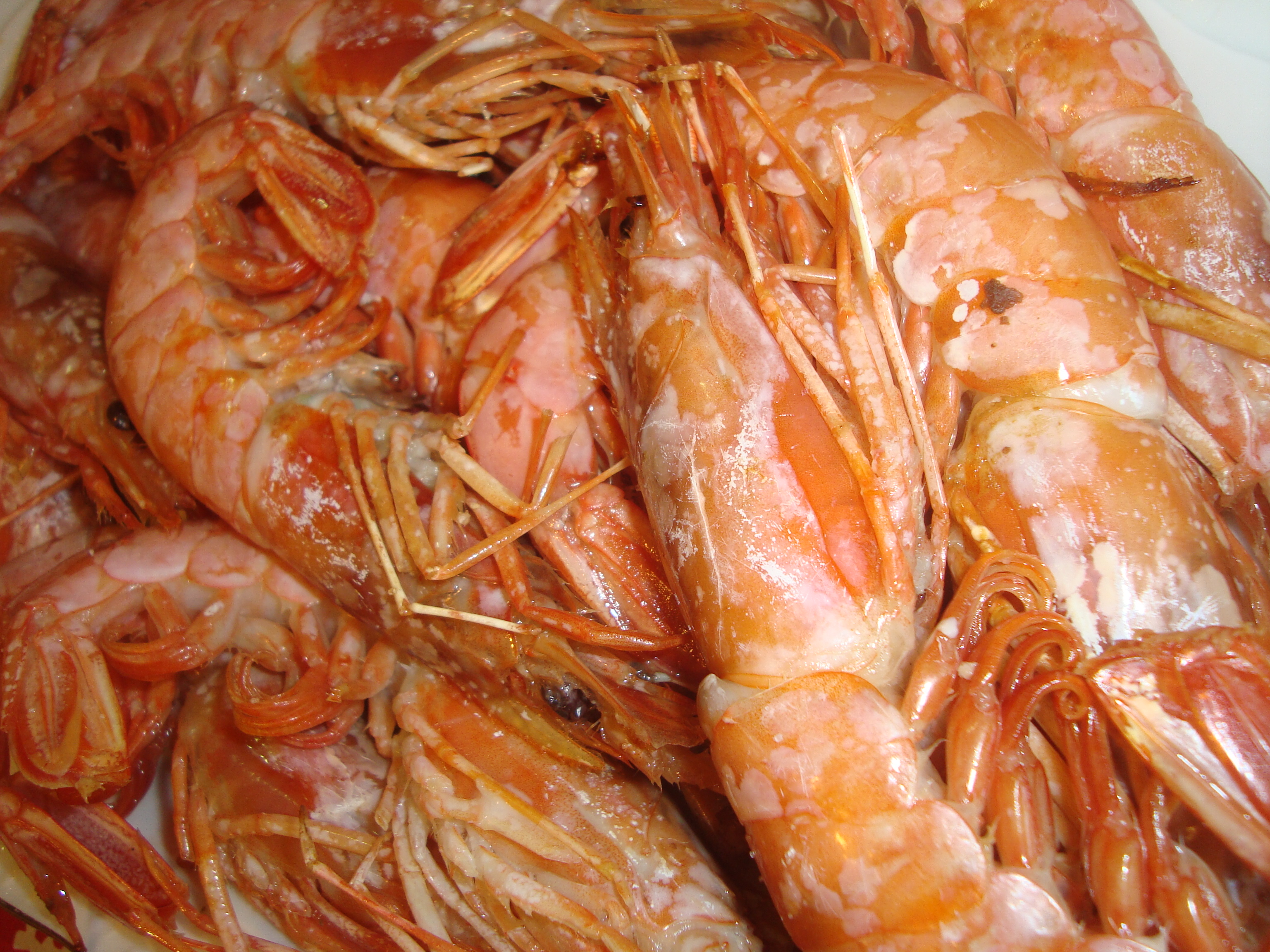
Tapa de Gambas.

Bélgica es uno de los países europeos más reputados en el consumo de mariscos, a pesar de su similitud con la cocina francesa no es tan conocida. Un plato muy conocido son los mejillones al vapor con guarnición de patatas fritas (muy típico en Bruselas).

#### España

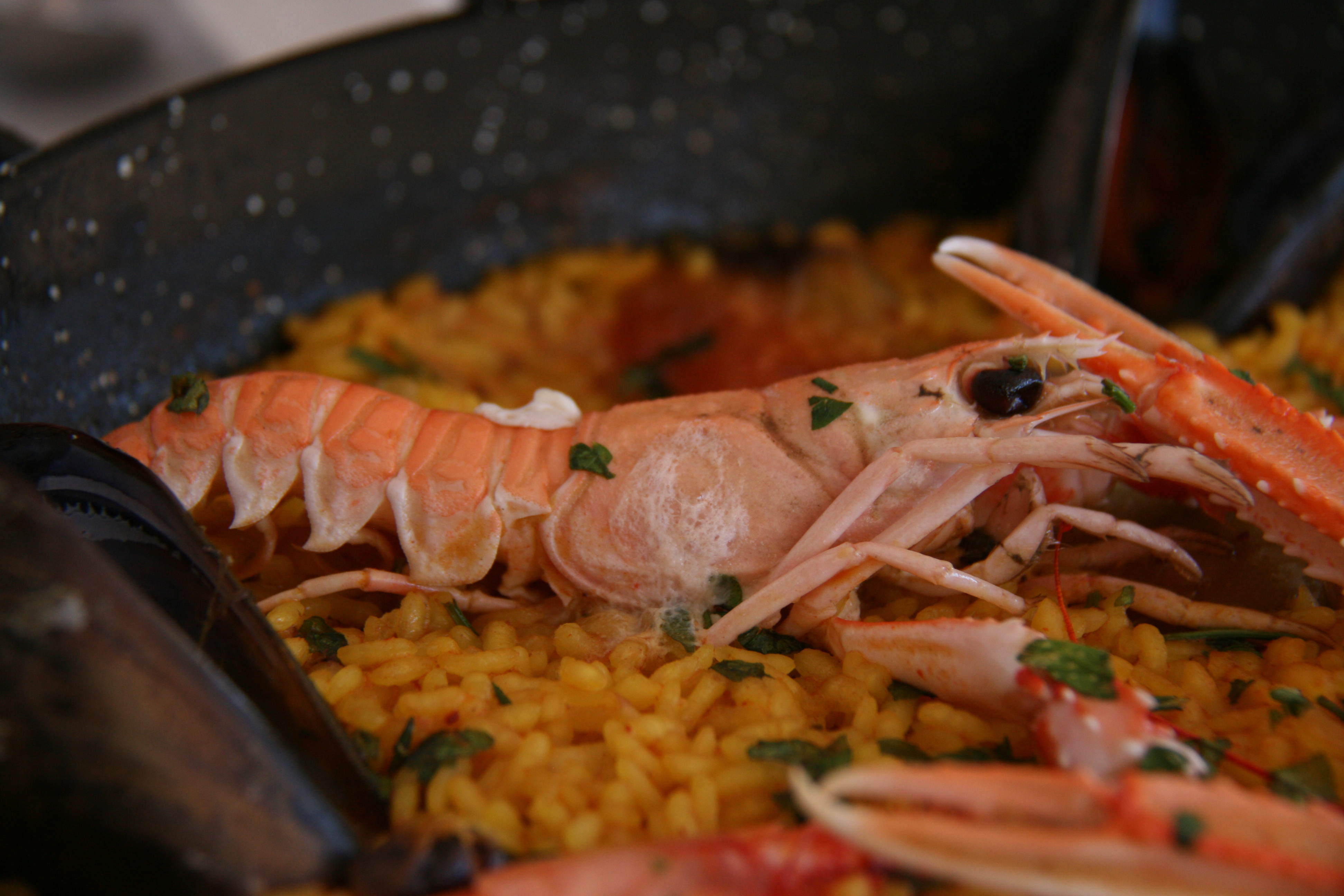
Empleo de cigalas en las paellas.

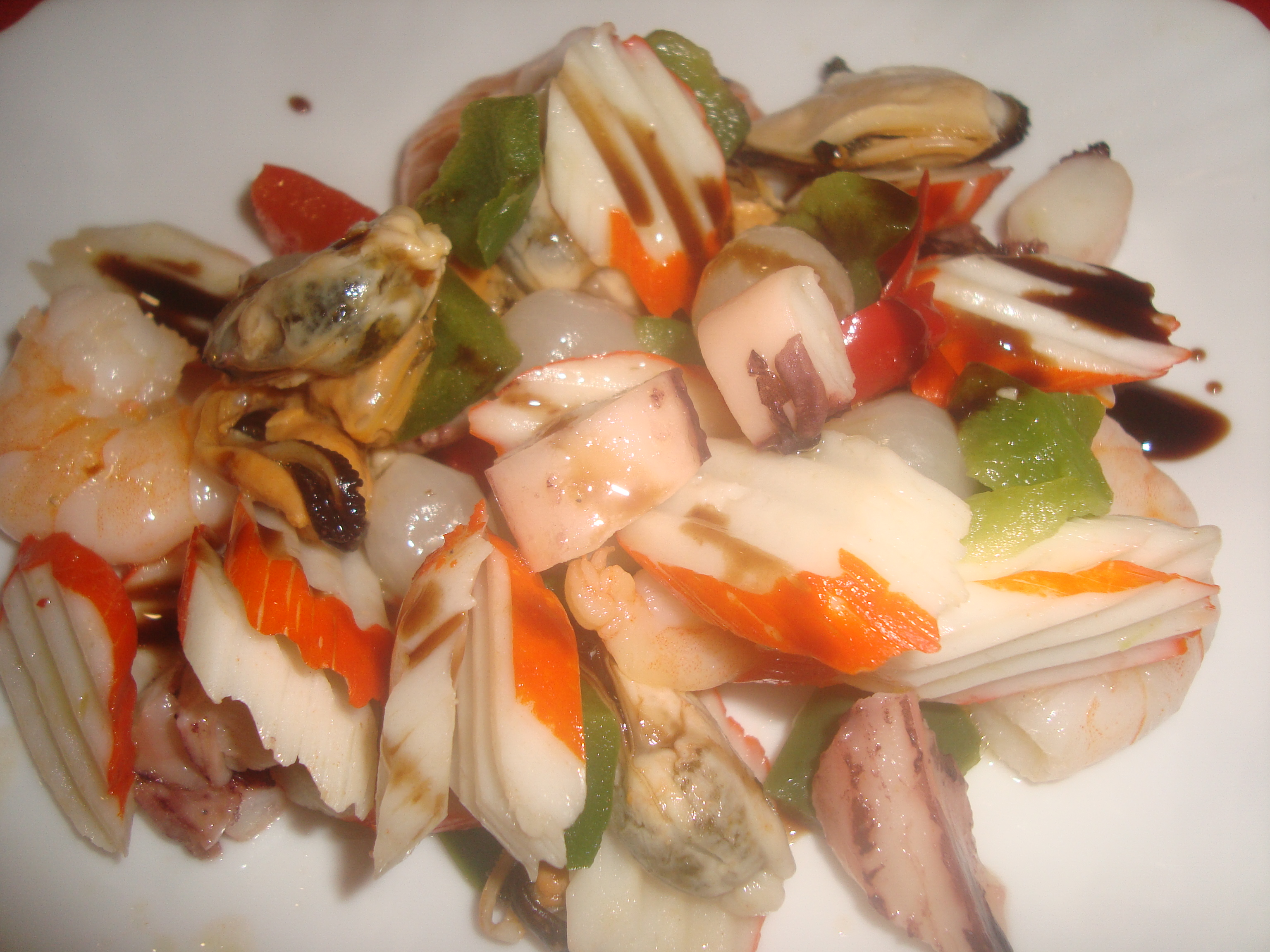
Salpicón de marisco cocido, típico andaluz, se come frío a modo de ensalada.

En la gastronomía española es frecuente encontrar mariscos en las comunidades de Galicia, Andalucía, Asturias y Cantabria, aunque no es de despreciar otras zonas costeras como: Valencia, Cataluña, Mallorca y Murcia. Es famosa la frase que menciona los meses en los que debe comerse el marisco que son todos aquellos que contienen la letra erre, porque el fruto sale mejor desarrollado, con mejor textura, así como color y sabor, siendo muy típico el cocinarlos al vapor con especias de laurel y clavo, aderezados con ajo, perejil y limón, acompañándose con vino blanco. En España existen diversas industrias conserveras que tratan con mariscos, un ejemplo es el mejillón de Galicia.

##### Temporada del marisco
En España el consumo de marisco es importante y puede decirse que se elabora tanto en el norte como en el sur, además es objeto de degustación en platos a lo largo del año, es por esta razón por lo que conviene saber las especies por temporadas:
- Primavera: las cigalas, las almejas y las ostras.
- Verano: los mejillones, las almejas, navajas y caramujos, caramuxos o bígaros (caracoles de mar), el bogavante, la langosta, las ostras, los percebes y el cangrejo real.
- Otoño: los berberechos, el bogavante, langosta, las vieiras, las zamburiñas y las gambas.
- Invierno: el centollo, el buey de mar, las nécoras, los camarones, las vieiras, las almejas y los santiaguiños.

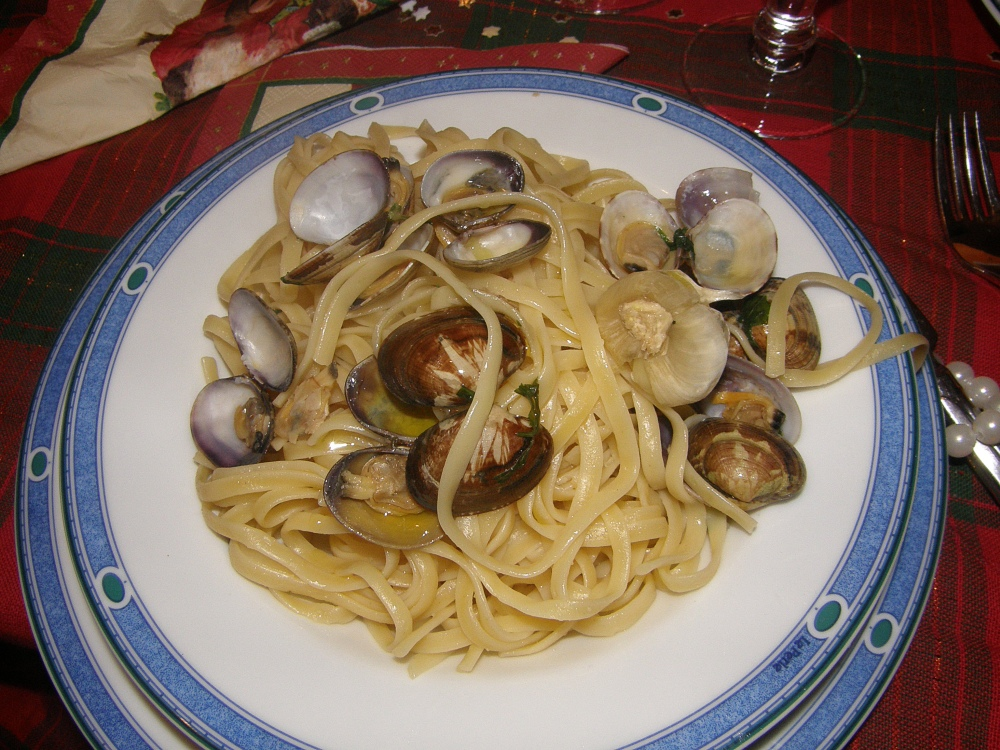
Espagueti y almejas

#### Francia

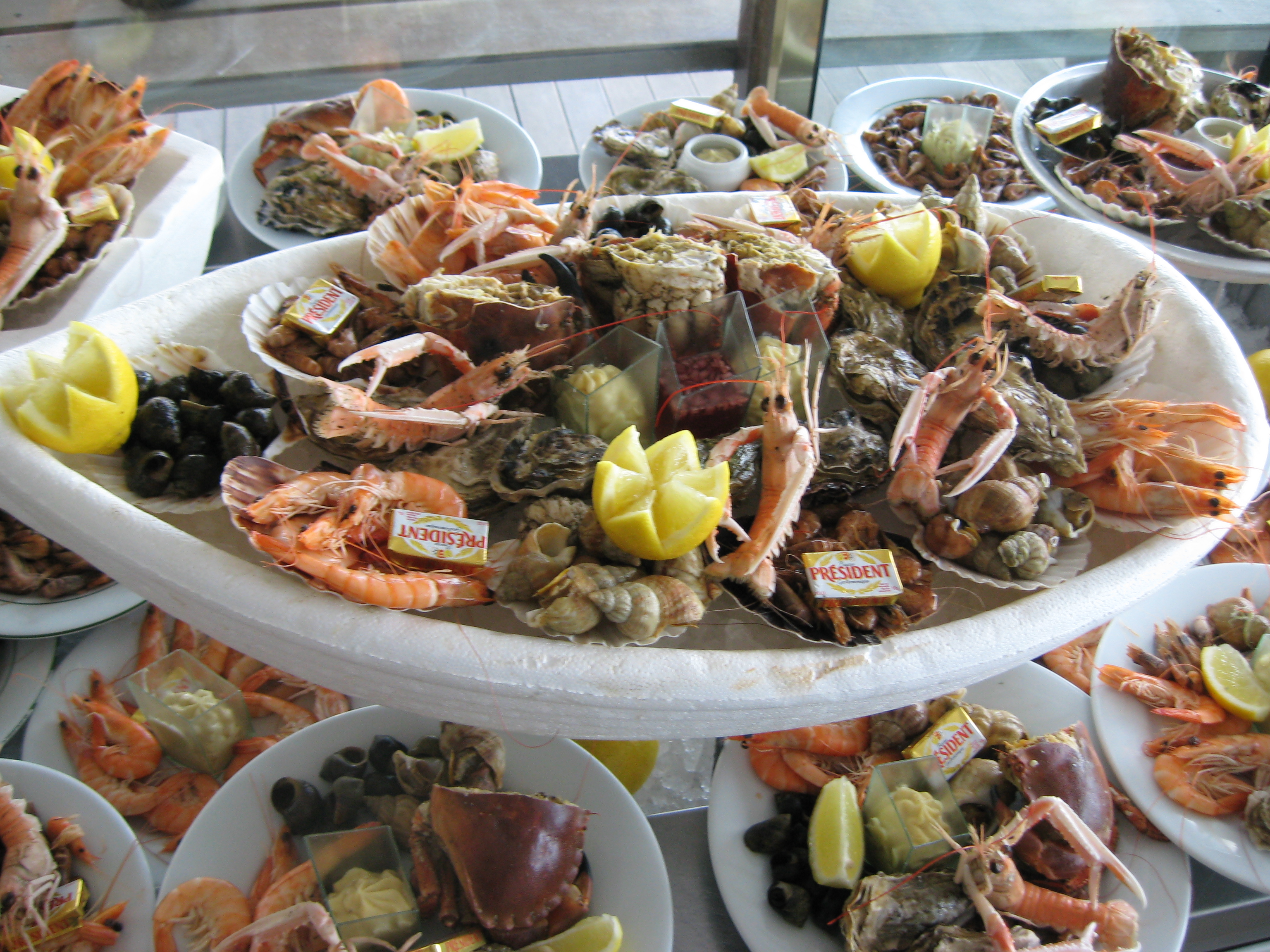
Mariscos diversos en Etretat.

Destaca el marisco de la península de Bretaña.

#### Portugal
El pescado y los mariscos son las principales delicias de la cocina portuguesa. La sopa es uno de sus platos fundamentales y es de suponer que se hace una sopa de mariscos.

#### Italia
El pescado y los mariscos son las principales delicias de la cocina italiana. Se hace soute o sopa de mariscos y espagueti alle vongole (almejas), alle cozze (mejillones) y ai ricci (erizos de mar).